# Казалборгоне
Казалборгоне (итал. Casalborgone) је насеље у Италији у округу Торино, региону Пијемонт.
Према процени из 2011. у насељу је живело 921 становника. Насеље се налази на надморској висини од 203 м.

## Становништво
| 1936. | 1951. | 1961. | 1971. | 1981. | 1991. | 2001. | 2011. |
| ----- | ----- | ----- | ----- | ----- | ----- | ----- | ----- |
| 1.931 | 1.749 | 1.577 | 1.519 | 1.481 | 1.505 | 1.704 | 1.820 |